# Max Beesley
Maxton Gig Beesley Jr., noto come Max Beesley (Burnage, 16 aprile 1971), è un attore britannico.

## Filmografia

### Cinema
- The Match, regia di Mick Davis (1999)
- It Was an Accident, regia di Metin Hüseyin (2000)
- Five Seconds to Spare, regia di Tom Connolly (2000)
- Kill Me Later, regia di Dana Lustig (2001)
- The Last Minute, regia di Stephen Norrington (2001)
- Hotel, regia di Mike Figgis (2001)
- Glitter, regia di Vondie Curtis-Hall (2001)
- Anita and Me, regia di Metin Hüseyin (2002)
- The Secret Wing, regia di Julien Vrebos (2003)
- Red Roses and Petrol, regia di Tamar Simon Hoffs (2003)
- Torque - Circuiti di fuoco (Torque), regia di Joseph Kahn (2004)
- Her Name Is Carla, regia di Jay Anania (2005)
- Pawn, regia di David A. Armstrong (2013)
- Operation Fortune (Operation Fortune: Ruse de Guerre), regia di Guy Ritchie (2023)

### Televisione
- The History of Tom Jones, a Foundling (1997)
- Bodies – serie TV, 17 episodi (2004-2006)
- Hotel Babylon – serie TV, 22 episodi (2006-2009)
- Talk to Me – serie TV, 4 episodi (2007)
- London Ink – serie TV, 6 episodi (2007-2008) - voce
- The Last Enemy – miniserie TV, 5 puntate (2008)
- Survivors – serie TV, 12 episodi (2008-2010)
- CSI - Scena del crimine (CSI: Crime Scene Investigation) – serie TV, episodio 11x03 (2010)
- The Reckoning – miniserie TV, 2 puntate (2011)
- Mad Dogs – serie TV, 14 episodi (2011-2013)
- Suits – serie TV, 7 episodi (2013)
- Ordinary Lies – serie TV, 6 episodi (2015)
- Strike Back – serie TV, 2 episodi (2015)
- Homeland - Caccia alla spia – serie TV, episodio 5x02 (2015)
- Empire – serie TV, 3 episodi (2015-2016)
- Jamestown – serie TV, 24 episodi (2017-2019)
- The Outsider – miniserie TV, 3 puntate (2020)
- Il villaggio dei dannati (The Midwich Cuckoos) – serie TV (2022)
- The Gentlemen – serie TV, 3 episodi (2024)

## Doppiatori italiani
Nelle versioni in italiano delle opere in cui ha recitato, Max Beesley è stato doppiato da:
- Francesco Bulckaen in Survivors, Il villaggio dei dannati
- Patrizio Prata in The Match
- Fabrizio Manfredi in Glitter
- Stefano Benassi in Suits
- Saverio Indrio in CSI - Scena del crimine
- Luca Dal Fabbro in Homeland - Caccia alla spia
- Fabrizio Pucci in Hijack - Sette ore in alta quota
- Francesco Venditti in The Outsider